# Iskrivka, Petrove
Iskrivka (în ucraineană Іскрівка) este localitatea de reședință a comunei Iskrivka din raionul Petrove, regiunea Kirovohrad, Ucraina.

## Demografie
Componența lingvistică a localității Iskrivka
     Ucraineană (94,64%)
     Rusă (2,73%)
     Alte limbi (0,79%)
Conform recensământului din 2001, majoritatea populației localității Iskrivka era vorbitoare de ucraineană (94,64%), existând în minoritate și vorbitori de rusă (2,73%) și armeană (1,67%).